# Marci (profeta)
Marci (Marcius) va ser un profeta i endeví suposat autor d'unes profecies trobades l'any 213 aC pel pretor Marc Atili, que predeien la derrota romana a la batalla de Cannes i altres fets. Les profecies estaven escrites en vers (Carmina Marciana) o potser en prosa amb la cadència dels hexàmetres. Van ser portades al Capitoli i depositades al costat dels llibres sibil·lins. El text també parlava de la necessitat de dedicar uns Jocs a Apol·lo segons el ritu grec, si es volia que l'enemic (Hanníbal) abandonés Itàlia. Un dia després, el senat va instaurar els Ludi Apollinares.
Macrobi i Plini el Vell només parlen d'un Marci però Ciceró esmenta dos germans de família noble com a autors de les profecies. Tot i així la realitat és que no se sap qui les va escriure i en quin temps. Actualment es creu que Marci va viure en un temps antic i que els Carmina Marciana van ser escrits molts anys després i atribuïts a Marci pel prestigi que tenia i per donar més credibilitat i autoritat al text. Per això Ciceró no parla dels Carmina. Només una part del text s'ha conservat.